# Regeringen Hall I
Regeringen Hall I var Danmarks regering 13. maj 1857 – 2. december 1859.
Ændringer: 10. juli 1858, 26. juli 1858, 6. maj 1859
Den bestod af følgende ministre:
- Konseilspræsident: C.C. Hall
- Udenrigsminister:

O.W. Michelsen til 10. juli 1858, derefter
C.C. Hall
- Finansminister:

C.C.G. Andræ til 10. juli 1858, derefter
A.F. Krieger til 6. maj 1859, derefter
C.E. Fenger
- Indenrigsminister:

A.F. Krieger til 26. juli 1858, derefter
I.J. Unsgaard til 6. maj 1859, derefter
A.F. Krieger
- Justitsminister: C.F. Simony
- Minister for Kirke- og Undervisningsvæsenet:

C.C. Hall til 6. maj 1859, derefter
D.G. Monrad
- Krigsminister: C.C. Lundbye
- Marineminister: O.W. Michelsen
- Minister for Monarkiets fælles indre anliggender: I.J. Unsgaard til 26. juli 1858
- Minister for Slesvig: F.H. Wolfhagen
- Minister for Holsten og Lauenborg: I.J. Unsgaard